# Stopplaats Eenum
Stopplaats Eenum (telegrafische code: een) is een voormalige spoorweghalte aan de spoorlijn Groningen - Delfzijl, destijds aangelegd door de Staat der Nederlanden. De stopplaats lag ten zuiden van Eenum en ten noorden van Wirdum. Aan de spoorlijn werd de stopplaats voorafgegaan door station Loppersum en gevolgd door stopplaats Oosterwijtwerd. Stopplaats Eenum werd geopend op 15 juni 1884 en gesloten op 15 mei 1938. Bij de stopplaats was een houten wachthuisje aanwezig dat werd overgenomen van stopplaats Middelstum. Later werd dit vervangen door een wachterswoning met het nummer 29. Deze is in de jaren 70 van de 20e eeuw afgebrand. Johan Dijkstra heeft van deze wachterswoning in 1927 een schilderij gemaakt.
0,0: Groningen ·
Kostverloren ·
3,9: Groningen Noord ·
Adorp ·
10,9: Sauwerd ·
Wolddijk ·
15,1: Bedum ·
18: Middelstum ·
21,9: Stedum ·
25,9: Loppersum ·
Eenum ·
Oosterwijtwerd ·
Tjamsweer ·
33,6: Appingedam ·
36: Uitwierde ·
36,3: Delfzijl West ·
37,9: Delfzijl
Appingedam · 
Bad Nieuweschans ·
Baflo · 
Bedum · 
Delfzijl · 
-West · 
Eemshaven ·
Grijpskerk · 
Groningen · 
-Europapark ·
-Noord ·
Haren · 
Hoogezand-Sappemeer · 
Kropswolde · 
Loppersum · 
Martenshoek · 
Roodeschool · 
Sauwerd · 
Scheemda · 
Stedum · 
Uithuizen · 
Uithuizermeeden · 
Usquert · 
Veendam · 
Warffum · 
Winschoten · 
Winsum · 
Zuidbroek · 
Zuidhorn
Voormalige stations: zie de lijst van voormalige spoorwegstations in Groningen